# Carl von Ossietzky
Carl von Ossietzky (ur. 3 października 1889 w Hamburgu, zm. 4 maja 1938 w Berlinie) – niemiecki dziennikarz, pisarz i pacyfista.

## Życiorys
Jako wydawca czasopisma „Die Weltbühne” został skazany w roku 1931 na 18 miesięcy aresztu za „ujawnienie tajemnicy wojskowej” w procesie potocznie zwanym Weltbühne-Prozess, który wzbudził międzynarodowe zainteresowanie i oburzenie. Główną przesłanką do jego oskarżenia było zwrócenie uwagi przez czasopismo na zakazane w traktacie wersalskim zbrojenia Reichswehry i ujawnienie związanych z tym procederem dokumentów. Uwolniony w wyniku amnestii dla więźniów politycznych 22 grudnia 1932 po odbyciu 227 dni kary.
Po powołaniu Adolfa Hitlera na urząd Kanclerza Rzeszy (30 stycznia 1933) i przejęciu władzy przez NSDAP, w konsekwencji wydanego po pożarze Reichstagu dekretu o stanie wyjątkowym i zawieszeniu swobód obywatelskich 28 lutego 1933 roku Carl von Ossietzky jeszcze tej samej nocy został aresztowany i osadzony w obozie koncentracyjnym. W obozach koncentracyjnych i więzieniach przebywał do 1936 roku.
Aresztowanie Ossietzkiego spotkało się z szerokim odzewem za granicą. W Norwegii grupa pisarzy (m.in. Nini Roll Anker, Johan Borgen, Olav Duun, Nordhal Grieg, Sigurd Hoel, Helge Krog, Sigrid Undset i Arnulf Øverland) opublikowała 14 grudnia 1935 roku w „Aftenposten” petycję protestacyjną. Postulowali również przyznanie osadzonemu Nagrody Nobla. Inicjatyw tych nie poparł Knut Hamsun, który uważał, że jeżeli Ossietzkiemu nie podobały się porządki wprowadzone w Niemczech, to miał dostatecznie dużo czasu, aby udać się na emigrację.
W 1936 roku otrzymał Pokojową Nagrodę Nobla za rok 1935, której osobisty odbiór został uniemożliwiony przez rząd III Rzeszy.
Zmarł w szpitalu więziennym w Berlinie na gruźlicę, na którą zapadł w czasie uwięzienia.